# Henri-Léon Bloch
Henri-Léon (ou Henry-Léon) Bloch, né à Marseille le 16 juillet 1898 et mort le 17 mai 1990 à Neuilly-sur-Seine, est un architecte français actif jusque dans les années 1970.

## Biographie
À partir de 1920, Henri-Léon Bloch est élève de Henri Deglane et Charles Nicod à l’École nationale supérieure des Beaux-Arts. Il est diplômé de en 1925.
Il entame sa carrière au Touquet Paris-Plage de 1925 à 1930.  Il est ensuite architecte du gouvernement général de La Réunion en 1930 puis architecte du ministère de la France d'Outre-Mer à partir de 1932.
Il poursuit, après la Seconde Guerre mondiale, une activité liée aux grandes institutions. À partir de 1950, Henri-Léon Bloch adopte le pseudonyme qui l’avait sauvegardé des persécutions et devient pour l’état civil, Henri-Léon Bellemine.
Il meurt le 17 mai 1990 à Neuilly-sur-Seine dans le département des Hauts-de-Seine.

## Distinction
Henri-Léon Bloch est nommé au grade de chevalier dans l'ordre national de la Légion d'honneur.

## Principales réalisations
- 1925-1926: villa Way Side qui héberge maintenant le Musée du Touquet-Paris-Plage[2]
- 1927-1932: marché couvert du Touquet-Paris-Plage[3]
- 1930 : palais du gouverneur de La Réunion[4]
- 1931: le palais de La Réunion pour l'Exposition coloniale internationale[5]
- 1937: passerelle de l'Alma pour l'Exposition internationale des « Arts et des Techniques appliqués à la Vie moderne », avec Pierre Biscop[6]

## Pour approfondir